# Astro Prima
Astro Prima – malezyjska stacja telewizyjna o charakterze rozrywkowym, skierowana do ludności malajskojęzycznej. Emituje filmy, seriale, muzykę oraz treści dokumentalne i lifestylowe, przy czym większą część ramówki tworzą produkcje z Indii i Indonezji. Treści zagraniczne są emitowane w malajskiej wersji językowej.